# Pseudanthias cichlops
Pseudanthias cichlops là một loài cá biển thuộc chi Pseudanthias trong họ Cá mú. Loài này được mô tả lần đầu tiên vào năm 1853.

## Từ nguyên
Từ định danh cichlops được đặt theo tên của chi Cichlops (=Labracinus, một chi cá đạm bì) do loài cá này được Pieter Bleeker cho là “hơi giống” với chi đó về mặt hình thái.

## Phạm vi phân bố và môi trường sống
Từ bờ nam Nhật Bản, P. cichlops được phân bố trải dài về phía nam đến Philippines và Nouvelle-Calédonie, xa hơn ở phía tây đến đảo Sumatra (Indonesia).
P. cichlops được tìm thấy trên các rạn san hô ở độ sâu khoảng từ 20 đến 40 m, nơi có nền đáy mềm (bùn cát).

## Mô tả
Chiều dài cơ thể lớn nhất được ghi nhận ở P. cichlops là 9,5 cm. Cá cái có một đốm màu cam/đỏ trên lưng, ngay giữa các gai vây lưng. Đốm này có thể lan rộng hơn ở cá đực trưởng thành. Ở nhiều con đực, đốm này được thay bằng một sọc vàng và có thể kéo dài đến chóp vây đuôi.